# Krokodýl filipínský
Krokodýl filipínský (Crocodylus mindorensis) je druh krokodýla obývající pouze malá jezera a rybníky, malé říční přítoky a močály na Filipínách. Je znám i pod názvy mindorský krokodýl nebo filipínský sladkovodní krokodýl.

## Popis
Krokodýl filipínský nedorůstá takových rozměrů jako krokodýlové obývající slané vody a pocházející ze stejné oblasti, zato společným znakem je relativně široký čenich a vysoce obrněné tělo. Je to poměrně malý krokodýl, jelikož délka těla samců většinou nepřesáhne 3 m, samice jsou mírně menší. Mláďata jsou tmavě zbarvena, dospělci jsou obvykle zlatohnědí. Až do nedávna byl krokodýl filipínský také považován za poddruh krokodýla novoguinejského (Crocodylus novaeguinae).
O způsobu života krokodýla filipínského toho příliš mnoho nevíme. Živí se hlavně bezobratlými, občas i malými obratlovci. Samice staví relativně malé (1,5 na šířku × 0,5 m na výšku) kopcovité hnízdo, do kterého snese 7 až 20 vejcí. Inkubační doba trvá zhruba 85 dní a samice mláďatům poskytuje rodičovskou péči.

## Ohrožení
V současné době je na Filipínách lov krokodýlů filipínských přísně zakázán, ale i přesto je stále ohrožován ničením svého přirozeného biotopu, vybíráním hnízd, ale také lovením ryb pomocí dynamitu, díky čemuž je v Červeném seznamu IUCN zařazen do kategorie kriticky ohrožených druhů. Patří vůbec mezi nejvíce ohrožované druhy na Filipínách. Odhaduje se, že ve volné přírodě žije již pouze 200 dospělých jedinců schopných rozmnožování. Ochranu v současné době provozuje filipínská Mabuwajská nadace a Společnost pro ochranu krokodýlů a zoologický institut HerpaWorld v Mindoru.